# 台灣經濟研究院
台灣經濟研究院，簡稱台經院，台灣經濟研究中心與智庫，由辜振甫捐助成立，創辦於1976年9月1日。成立之宗旨在積極從事國內經濟、國外經濟及產業經濟之研究，並將研究成果提供政府、企業及學術界參考，以促進本國經濟之發展。

## 歷史

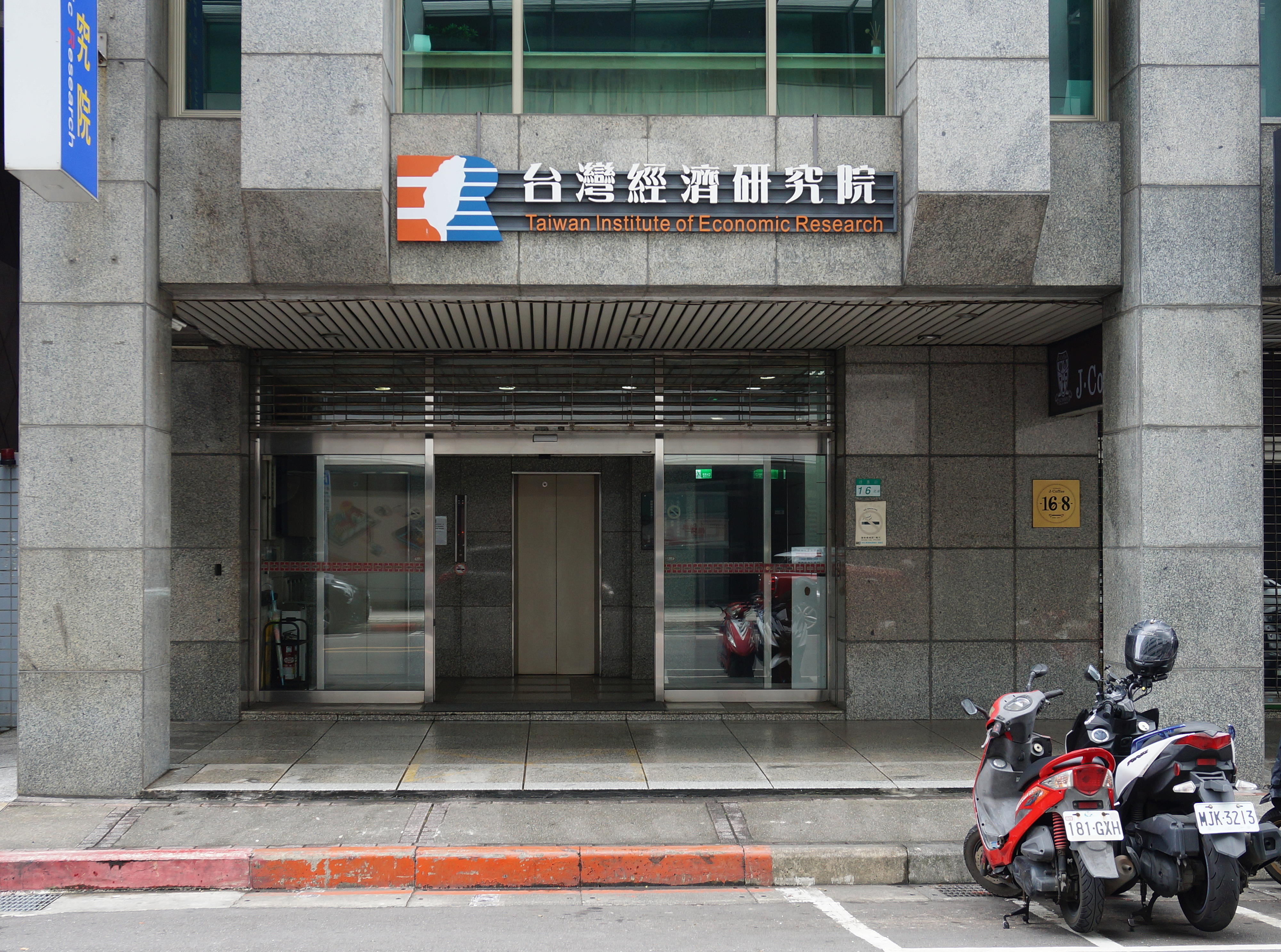
台灣經濟研究院總部

1976年9月1日，辜振甫於台灣經濟研究基金會下創辦「台灣經濟研究所」，是台灣第一個民間智庫，所址設於台北市館前路43號，首任所長蔣碩傑。1978年，《台灣經濟研究月刊》創刊。1980年，台灣經濟研究所遷至台北市西寧南路62號6樓。1985年，台灣經濟研究所遷至台北市南京東路二段。1989年9月，台灣經濟研究所擴大組織編制，更名為「台灣經濟研究院」，首任董事長辜振甫，首任院長劉泰英。1992年，台灣經濟研究院遷至台北市松山區光復北路11號。1996年，台灣經濟研究院遷至台北市中山區德惠街16之8號（現址）。
2023年3月9日，台灣金融研訓院、台灣經濟研究院、中華經濟研究院宣布合作建立政策溝通平台「財經三合院」，三方合作的第一個議題是台美21世紀貿易倡議。
台灣經濟研究院現任董事長為吳中書，現任院長為張建一。

## 組織架構
- 企業發展研究中心
- 景氣預測中心
- 台灣歐洲研究中心
- 兩岸發展研究中心
- 中小企業研究中心
- 國家經濟發展戰略中心
- 個人資料保護管理中心
- 南臺灣專案辦公室
- 研究一所
- 研究二所
- 研究三所
- 研究四所
- 研究五所
- 研究六所
- 研究七所
- 研究八所(原 區域發展研究中心[4] [5])
- 研究九所
- 國際事務處
- 產業發展處
- 產經資料庫
- 調查中心
- 資訊服務中心
- 電腦中心
- 行政處
- 稽核室

## 期刊
- 《台灣經濟研究月刊》
- 《台灣各產業景氣趨勢調查速報》

## 外部連結
- 台灣經濟研究院官方網站 （页面存档备份，存于）
- 台灣經濟研究院產經資料庫 （页面存档备份，存于）